# Congregació de Sant Vitó i Sant Hidulf
La Congregació de Sant Vitó i Sant Hidulf o de Saint-Vanne i Saint-Hidulphe és una congregació observant de l'Orde de Sant Benet fundada al Regne de França per Didier de La Cour (1550-1623) en 1598. Desaparegué en 1791 durant la Revolució Francesa. Els seus membres posposaven al seu nom les sigles de l'orde benedictí: O.S.B.

## Història
La Cour madurà la seva reforma en el clima de renovació espiritual posterior al Concili de Trento (1563); la seva intenció era retornar la disciplina benedictina al seu rigor original. La reforma es començà a aplicar als monestirs de Saint-Vanne de Verdun (Mosa) i de Saint-Hidulphe (Moyenmoutier) en 1589.
Fou aprovada per Climent VIII Aldobrandini amb el breu apostòlic del 7 d'abril de 1604. S'hi afegiren altres abadies de la Lorena, el Franc Comtat i Xampanya: cap al 1630 la congregació ja comptava amb cinquanta cases. Fou un model de vida religiosa i un notable centre cultural. Per la seva influència, i pel fet que no podia expandir-se a França (llavors la Lorena no en depenia), donà lloc a la fundació de la Congregació de Sant Maur.
Entre els membres coneguts de la congregació han destacat erudits com Dom Calmet, Jean François, Nicolas Tabouillot, Joseph Cajot, Ambroise Pelletier, Claude Bonnaire i Dom Pérignon. Entre les abadies més destacades de la congregació hi ha:
- Abadia de Moyenmoutier, abadia cofundadora de la congregació en 1601.
- Abadia de Saint-Pierre de Senones, afiliada el 1618.
- Abadia de Munster, 1659.
- Priorat de Notre Dame de Breuil, a Commercy.
- Priorat de Sainte-Barbe, prop de Metz, 1633.
- Abadia de Faverney, 1613.
- Abadia de Saint-Léopold de Nancy,
- Monestir de Luxeuil, 1634,
- Abadia de Saint-Nabor de Saint-Avold, 1607.
- Abadia de Saint Mansuy de Toul,
- Abadia de Saint-Maur de Bleurville,
- Abadia de Sainte-Croix de Bouzonville, 1612.
- Abadia de Notre Dame, (Mouzon, Ardenes)
- Abadia de Novy (Ardenes)

La congregació desaparegué en 1791, arran de la Revolució Francesa. En 1837, la Congregació de Solesmes intentà recuperar-ne l'herència espiritual.